# Don Beaupre
Donald William „Don“ Beaupre (* 19. September 1961 in Kitchener, Ontario) ist ein ehemaliger kanadischer Eishockeytorwart, der im Verlauf seiner aktiven Karriere zwischen 1978 und 1997 unter anderem 739 Spiele für die Minnesota North Stars, Washington Capitals, Ottawa Senators und Toronto Maple Leafs in der National Hockey League (NHL) bestritten hat. Beaupre, der mit den Minnesota North Stars in seiner Rookiesaison in der Finalserie der Stanley-Cup-Playoffs 1981 stand, nahm während seiner Laufbahn zweimal am NHL All-Star Game teil.

## Karriere
Beaupre verbrachte seine Juniorenzeit zwischen 1978 und 1980 bei den Sudbury Wolves in der Ontario Major Junior Hockey League (OMJHL). Dort war der Torwart in beiden Jahren die Nummer 1 zwischen den Pfosten und absolvierte in der regulären Saison 113 von 136 möglichen Spielen. Am Ende der Saison 1979/80 wurde er ins First All-Star Team der OMJHL gewählt und anschließend im NHL Entry Draft 1980 in der zweiten Runde an 37. Stelle – und damit erster Torhüter des Drafts überhaupt – von den Minnesota North Stars aus der National Hockey League (NHL) ausgewählt.
Der 19-Jährige nahm daraufhin im Spätsommer 1980 am Trainingscamp der North Stars teil und beeindruckte die Verantwortlichen so sehr, dass er zum Beginn der Spielzeit 1980/81 die erfahrenen Gilles Meloche und Gary Edwards ausstach und das Tor Minnesotas in der NHL hütete. Im Verlauf seiner Rookiesaison teilte sich Beaupre den Posten des Stammtorhüters mit Meloche und beide führten die Mannschaft als nahezu gleichberechtigtes Duo in die Finalserie der Stanley-Cup-Playoffs 1981, die allerdings gegen die New York Islanders verloren ging. Zudem nahm der Kanadier im Saisonverlauf am NHL All-Star Game teil und stellte dort als jüngster Starter auf der Torhüterposition einen NHL-Rekord auf. Bei der Wahl um die Calder Memorial Trophy für den besten Liganeuling des Jahres belegte er hinter dem späteren Gewinner Peter Šťastný und Larry Murphy den dritten Rang. Auch in den folgenden sieben Jahren blieb Beaupre den North Stars treu und bildete bis 1985 ein Torhütergespann mit Meloche, wobei es der Mannschaft nicht gelang den Erfolg des Jahres 1981 annähernd zu wiederholen. Nach dem Wechsel Meloches zu den Pittsburgh Penguins teilte sich der Keeper ab 1985 den Posten im Tor mit Jon Casey und Kari Takko, ehe er kurz nach dem Beginn der Spielzeit 1988/89 im Tausch für die Transferrechte am gedrafteten Collegespieler Claudio Scremin an die Washington Capitals abgegeben wurde.
Beim Franchise aus der US-amerikanischen Landeshauptstadt musste Beaupre sich in der Torhüterrotation zunächst hinter den etablierten Clint Malarchuk und Pete Peeters mit dem dritten Platz begnügen und den beschwerlichen Weg über das Farmteam Baltimore Skipjacks aus der American Hockey League (AHL) gehen, sodass er im Verlauf der Spielzeit nur elf Mal für die Caps das Tor hütete. Erst im folgenden Spieljahr, nachdem Malarchuk via Transfer und Peeters als Free Agent den Klub verlassen hatten, übernahm der inzwischen 28-Jährige die Position des Stammtorhüters, die er bei den Hauptstädtern, die er bis zum Ende der Saison 1993/94 innehatte. Als seine Back-ups fungierten währenddessen unter anderem Mike Liut, Jim Hrivnak und Rick Tabaracci. Seine besten Jahre bestritt Beaupre dabei in den Spielzeiten 1990/91 und 1991/92, als er zwischenzeitliche Franchise-Rekorde für den geringsten Gegentorschnitt, die höchste Fangquote, die meisten Saisonsiege, absolvierten Saisonspiele und bestrittene Einsatzminuten aufstellte. Darüber hinaus war er 1991 Ligaführender mit fünf erreichten Shutouts und nahm im Jahr 1992 zum zweiten Mal in seiner Karriere am NHL All-Star Game teil.
Vor dem Beginn der Saison 1994/95, die aufgrund des Lockouts verspätet begann, wurde der Schlussmann im Januar 1995 in einem Transfer an die Ottawa Senators abgegeben, womit er von der US-amerikanischen in die kanadische Hauptstadt wechselte. Zum Zeitpunkt des Wechsels war Beaupre Inhaber zahlreicher weiterer Franchise-Rekorde, darunter die meisten Spiele, Siege und Shutouts insgesamt. Die Senators gaben für ihren künftigen Stammtorhüter lediglich ein Fünftrunden-Wahlrecht im NHL Entry Draft 1995 ab. Beaupre blieb aber lediglich gut ein Jahr bei den Sens, die in beiden Spieljahren zwischen 1994 und 1996 das schlechteste aller 26 NHL-Franchises waren. In der Saison 1995/96 war er Teil eines fünf Spieler umfassenden Transfergeschäfts, in dem er gemeinsam mit Martin Straka und Bryan Berard an die New York Islanders abgegeben wurde. Die Islanders schickten im Gegenzug Wade Redden und Damian Rhodes, seinen Nachfolger im Tor, nach Ottawa. Um den vorherigen Transfer New Yorks mit den Toronto Maple Leafs abzuschließen, in dem sie Rhodes und Ken Belanger erhalten hatten, wurde Beaupre noch am selben Tag gemeinsam mit Kirk Muller nach Toronto geschickt. Im restlichen Saisonverlauf sowie zum Beginn des folgenden Jahres kam er dort allerdings nur zu 13 Einsätzen, da er sich nicht gegen Félix Potvin durchsetzen konnte. Letztlich fand er sich im Farmteam St. John’s Maple Leafs in der AHL wieder und absolvierte ebenso – gegen Saisonende – auch einige Partien für die Utah Grizzlies in der International Hockey League (IHL). Ohne Aussicht auf ein Vertragsangebot aus der NHL beendete Beaupre schließlich nach Saisonende im Alter von 35 Jahren seine aktive Karriere, in der er 739-mal in der NHL zwischen den Pfosten stand.

### International
Obwohl als kanadischer Staatsbürger nicht spielberechtigt, nahm Beaupre im Vorfeld des Canada Cup 1981 am Trainingslager der US-amerikanischen Mannschaft teil. Aufgrund der fehlenden Spielberechtigung wurde er nicht nominiert. Für sein Heimatland Kanada bestritt der Torwart ebenfalls keine internationalen Spiele.

## Erfolge und Auszeichnungen
| - 1980 OMJHL First All-Star Team - 1981 Teilnahme am NHL All-Star Game - 1992 Teilnahme am NHL All-Star Game | - 1997 AHL-Torwart des Monats Februar - 1999 Teilnahme am Heroes of Hockey Game |

## Karrierestatistik
(Legende zur Torhüterstatistik: GP oder Sp = Spiele insgesamt; W oder S = Siege; L oder N = Niederlagen; T oder U oder OT = Unentschieden oder Overtime- bzw. Shootout-Niederlage; Min. = Minuten; SOG oder SaT = Schüsse aufs Tor; GA oder GT = Gegentore; SO = Shutouts; GAA oder GTS = Gegentorschnitt; Sv% oder SVS% = Fangquote; EN = Empty Net Goal; 1 Play-downs/Relegation; Kursiv: Statistik nicht vollständig)